# Еполетник рудоплечий
Еполетник рудоплечий (Agelaius humeralis) — вид горобцеподібних птахів родини трупіалових (Icteridae).

## Поширення
Вид поширений на Кубі та Гаїті. Залітні птахи спостерігалися на островах Флорида-Кіс. Його природними середовищами існування є субтропічні або тропічні сухі чагарники, пасовища та сильно деградовані колишні ліси.

## Підвиди
- A. h. humeralis – (Vigors, 1827): Куба, Гаїті.
- A. h. scopulus – Garrido, 1970: східна частина острова Хувентуд.

## Опис
Птах завдовжки 20 см. Забарвлення повністю чорне, за винятком коричнево-помаранчевої плями на плечі. 

## Спосіб життя
Вони розмножуються з квітня по серпень, відкладаючи 3–4 зеленувато-білі яйця з коричневими плямами в чашеподібне гніздо, вистелене м’яким матеріалом і розміщене на дереві. Їсть комах, насіння, нектар, фрукти та дрібних ящірок.